# Valerianella stephanodon
Valerianella stephanodon är en kaprifolväxtart som beskrevs av Ernest Saint-Charles Cosson och Dur. Valerianella stephanodon ingår i släktet klynnen, och familjen kaprifolväxter. Inga underarter finns listade i Catalogue of Life.